# Brookesia nasus
Palleon nasus là một loài thằn lằn trong họ Chamaeleonidae. Loài này được Boulenger mô tả khoa học đầu tiên năm 1887.
Đây là loài đặc hữu Ekongo, đông nam Madagascar, và địa phương điển hình của loài này là Ekongo, đông nam Madagascar. P. n. pauliani chỉ biết là từ địa phương điển hình Manjarivolo, l'Andringitra, Madagascar. P. n. pauliani có thể được tìm thấy ở độ cao từ 1.620 và 1.650 m (5.310 và 5.410 ft) trên mực nước biển trung bình. P. nasus được IUCN phân loài là loài sắp nguy cấp, vì loài này có thể được tìm thấy trên một diện tích 15.798 km2 (6.100 sq mi), nhưng chất lượng và mức độ của các khu rừng ẩm ướt nơi các loài cần được sống bị suy giảm liên tục, chủ yếu do khai thác mỏ, khai thác gỗ (than củi), và các phương pháp đốt nương rẫy. P. n. nasus được tìm thấy trong một số khu vực bảo vệ nghiêm ngặt và các khu bảo tồn.

## Hình ảnh

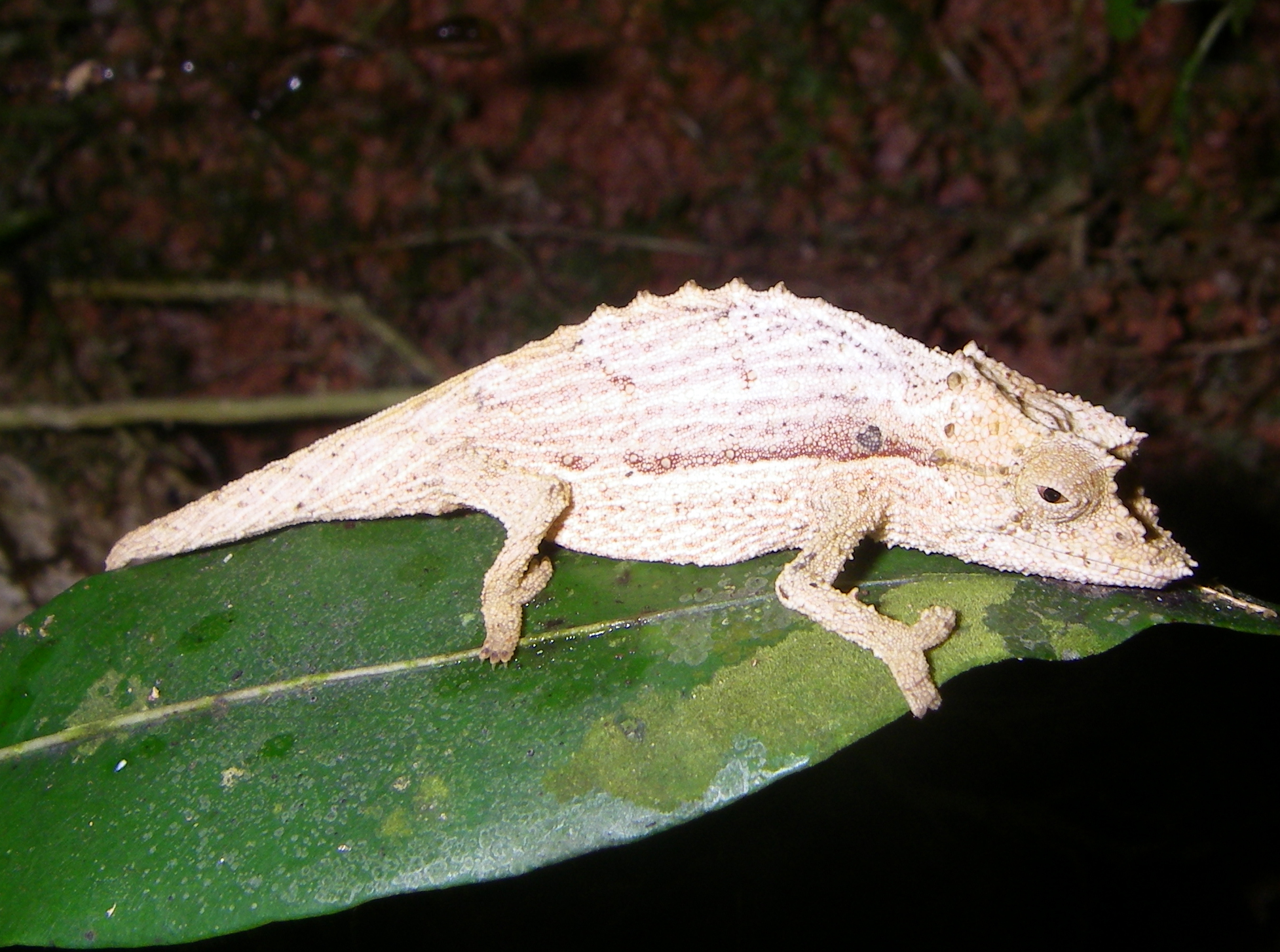